# Aipe
Aipe is een gemeente in het Colombiaanse departement Huila. De gemeente telt 19.928 inwoners (2005).
- Library of Congress Control Number: no2001050034
- Virtual International Authority File: 148077456
- WorldCat: E39PBJckKqdg4pXV7THKdk6Yfq

Acevedo · Agrado · Aipe · Algeciras · Altamira · Baraya · Campoalegre · Colombia · Elías · Garzón · Gigante · Guadalupe · Hobo · Iquira · Isnos · La Argentina · La Plata · Nátaga · Neiva · Oporapa · Paicol · Palermo · Palestina · Pital · Pitalito · Rivera · Saladoblanco · San Agustín · Santa María · Suaza · Tarqui · Tello · Teruel · Tesalia · Timaná · Villavieja · Yaguará